# Matej Tonejec
Matej Tonejec, slovenski pisatelj, * 9. september 1846, Zgornje Gorje † 15. maj 1882, Zgornje Gorje

## Življenjepis
Matej Tonejec se je rodil 9. septembra 1849 v Zgornjih Gorjah pri Bledu Jožefu, po poklicu kmetu, in Mariji, rojeni Šimnič. Domači hiši so rekli pri Zidanku. Osnovno šolo je obiskoval v Zgornjih Gorjah, šolanje pa je nadaljeval na normalki v Beljaku. Po maturi je odšel na enoletno vojaško službo v Prago, obenem pa se je na univerzi vpisal na predavanja klasičnih jezikov. Leta 1870 je v Ljubljani stopil v semenišče in pričel s študijem bogolsovja, vendar je še istega leta, do božiča, študij moral zapustiti, saj oblast vojaškemu obvezniku ni dovoljevala študija bogoslovja. 

## Dela
Matej Tonejec je s pisateljevanjem začel pod psevdonimom Samostal leta 1879 v Stritarjevem Zvonu. Leta 1880 je bil eden najtesnejših Stritarjevih sodelavcev. Kasneje je pisal tudi za Kres, Ljubljanski zvon in MD. V pisanju se je zgledoval predvsem po Franu Levstiku, Josipu Jurčiču in Franu Erjavcu ter tako "v romantično-realističnem duhu je pisal zgodbe in obraze iz domačega življenja, pa tudi prirodopisa ter jih postavljal v okvir gorenjske pokrajine, najrajši v planinski svet Triglavskega pogorja. Tako je v svojih povestih, osebnih dogodbah, v katere je vpletal pravljice in pripovedke, popisal gorenjsko kmečko življenje, navade, nošo in gospodarstvo, pastirje in planšarice, lovce in drvarje.Tonejčev jezik je živ, pripovedovanje pa precej razvlečeno. V letih od 1879–82 je prispeval razmeroma bogato poučno pa tudi pripovedno delo."

#### Najbolj znana dela:
V Zvonu:
- Na planinah
- Baba na Poljanah (1879)
- Bratovija peč
- Za starim gradom
- Na Slemenu
- Boj v Blejskem jezeru
- Večer na Toscu in na Velo-polji
- Križ pri studenci
- Črtice iz življenja polomljenega Jaka
- Iz življenja veselega človeka (1880)

V Kresu:
- Straža pri ovcah
- Črtica iz življenja na kmetih (1881)
- Starec samotar na novega leta dan
- Rudokopa
- Večerni pogovori v gorskej koči
- Nekoliko o strupenih kačah iz domačih dežel
- Predice na Gorenjskem
- Lisica in jazbec (1882)
- Po dolgih letih (1883)

V Ljubljanskem zvonu:
- Slike iz gorenjskih planin I (1882)
- Podgorka (1885)
- Jež (1894)

KMD: Usmiljeno srce, radodarna roka (1883)
- LL: Trije bratje (1884, št. 169–80)